# Krzyż lotaryński

Krzyż lotaryński

Krzyż lotaryński (z jęz. fr. Croix de Lorraine lub Croix d’Anjou) – rodzaj krzyża, w Polsce zwany również andegaweńskim, patriarszym, litewskim lub jagiellońskim.

## Historia
Za pośrednictwem Cyryla i Metodego podwójny krzyż bizantyjski trafił do Państwa wielkomorawskiego na terenie obecnych Moraw i Słowacji. Znalazł tu swe miejsce związane z kultem chrześcijańskim oraz pojawił się na tarczach herbowych. Do Lotaryngii dotarł przez związek wielkomorawskiego księcia Świętopełka I z władcą Lotaryngii – Zwentiboldem, którego Świętopełk był ojcem chrzestnym. Na zachodzie Europy znany jest jako krzyż lotaryński. Formę krzyża lotaryńskiego ma Karawaka, czyli krzyż, który zasłynął jako cudowny środek chroniący od moru dla tych, którzy się przed nim modlili albo go nosili. Karawaka dotarła do Polski z Włoch w połowie XVI w. w trakcie soboru trydenckiego jako relikwiarz, amulet oraz krzyż przydrożny stawiany przy wsiach i miastach, aby uchronić je przed wszelką zarazą.
Symbol ten był wzorowany na prawdziwej relikwii, przechowywanej i chronionej przez siostry z zakonu Córek Serca Maryi w ich klasztorze w Baugé. Ten wysoki na 27 centymetrów krzyż o podwójnych ramionach, podobno zbudowany z fragmentów „Prawdziwego Krzyża”, został przywieziony z Krety do Andegawenii w 1244 roku przez rycerza Jeana d’Alluye’a, pana na Château-Lavallière, który najprawdopodobniej był templariuszem. Podarował on krzyż opactwu cystersów w La Boissière, gdzie relikwia pozostawała aż do wybuchu wojny stuletniej, kiedy książęta d’Anjou (andegaweńscy) zabrali ją do zamku w Angers.
Czteroramienny krzyż stał się symbolem Lotaryngii, dzięki księciu René I Andegaweńskiemu, który umieszczał go jako swój herb na pieczęciach i monetach. Znak ten rozpowszechnił się w 1477 r., kiedy książę Lotaryngii René II ozdobił nim swe proporce w bitwie pod Nancy. Po zwycięskiej bitwie książę nazwał go krzyżem lotaryńskim z wdzięczności za to, że pomógł mu pokonać wrogów.
W okresie II wojny światowej krzyż lotaryński był symbolem Wolnej Francji.
Symbolem krzyża lotaryńskiego pieczętują się także organizacje służby zdrowia walczące z gruźlicą.
Obecnie znajduje się m.in. w herbie Litwy, herbie Słowacji i herbie Węgier, a także w herbie Wilna.
Jest używany jako logo Prawicy Rzeczypospolitej, partii politycznej założonej przez Marka Jurka. Występuje też w herbie województwa świętokrzyskiego i w herbach większości powiatów tego województwa.
W serialu Magnum tytułowy bohater i jego koledzy noszą sygnety z tym znakiem.

## Krzyż litewski
Odmiana krzyża lotaryńskiego została przyjęta przez Władysława II Jagiełłę jako kreskowy znak osobisty, stąd też inne określenie „krzyż jagielloński”. Motyw występujący w polskiej tradycji heraldycznej. Opisywany jako podwójny krzyż kawalerski lub grecki.

## Galeria
- Podstawowe warianty:

- W symbolice państwowej, narodowej, dynastycznej:

Herb Królestwa Węgier
Herb Węgier
Herb Słowacji
Herb Jagiellonów
Herb Polski, Ludwika Węgierskiego
Herb Litwy
Herb Białorusi w latach 1991–1995
Flaga Komitetu Wolnej Francji, Francuskiego Komitetu Wyzwolenia Narodowego i proporzec Prezydenta RF Charles’a de Gaulle’a
Bandera Wolnej Francji

- W herbach regionalnych:

Herb powiatu ostrowieckiego
Maine-et-Loire nad Loarą
Krzeszowice
Tłuste
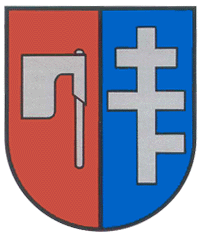
Monasterzyska
Herb Wschowy
Herb Leżajska
Herb Puław
Herb Siedlec

- Inne:

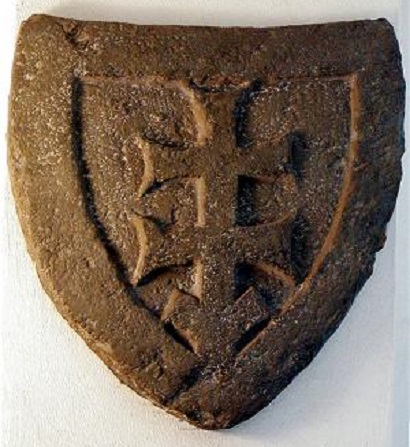
Kamienny herb z zamku w Bratysławie
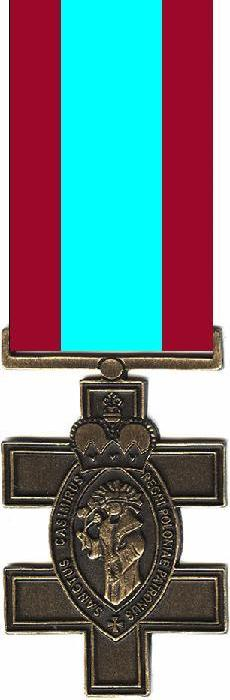
Krzyż Świętego Kazimierza Królewicza Organizacji Monarchistów Polskich
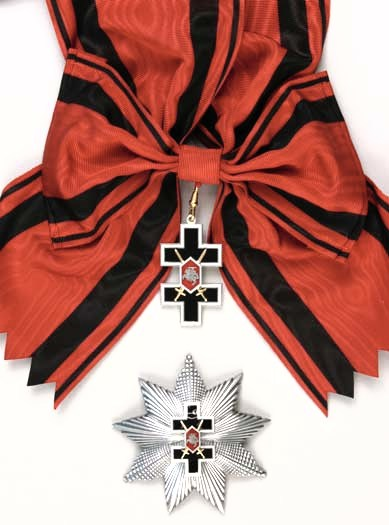
Order Krzyża Pogoni